# Steine
Die Steine (historisch Stynau, Steinwasser, auch Steinau, polnisch Ścinawka, tschechisch Stěnava) ist ein linker Nebenfluss der Glatzer Neiße in Polen und Tschechien.

## Verlauf
Die Ścinawka entspringt in Polen fünf Kilometer südöstlich der Stadt Wałbrzych (Waldenburg) am Abhang der Borowa (Schwarzer Berg, 853 m n.p.m.) im Waldenburger Bergland bei dem Dorf Kamionka (Steinau). Sie verläuft zuerst in westliche Richtung durch Krygwizą (Krickwiese) und Unisław Śląski (Langwaltersdorf), wendet sich dann nach sechs Kilometern unterhalb von Unisław Śląski nach Süden. Danach fließt die Ścinawka über Unisław Dolny (Nieder-Waltersdorf), Ługowina (Blitzengrund) und Kowalowa (Schmidtsdorf) nach Mieroszów (Friedland). Unterhalb der Stadt ändert der Fluss seine Richtung nach Südosten, fließt an Golińsk (Hof Göhlenau) vorbei und erreicht nach dreieinhalb Kilometern bei Starostín tschechisches Gebiet, wo er als Stěnava bezeichnet wird.
An ihrem Mittellauf durchfließt die Stěnava die Broumovská kotlina (Braunauer Becken), die die Broumovské stěny (Falkengebirge) von den Javoří hory (Heidelgebirge) trennt. Entlang des Flusses liegen die Orte Meziměstí, Bělidlo, Hynčice, Olivětín, Broumov, Poříčí, Velká Ves und Otovice. Ab der Einmündung des Grenzbaches Božanovský potok (Busebach) fließt die Stěnava zwischen Otovice und Janików (Scheidewinkel) wieder auf polnisches Gebiet.
Der Unterlauf der Ścinawka führt ab Tłumaczów durch das Glatzer Land. Entlang des Flusses, dessen Tal hier das Eulengebirge vom Heuscheuergebirge trennt, liegen die Orte Sarny (Scharfeneck), Ścinawka Górna, Bernowo, Ścinawka Średnia, Zielony Dwór (Grünhof), Ścinawka Dolna, Gorzuchówek (Klein Möhlten), Gorzuchów, Gielzów (Krähenhäuser), Piszkowice, Bierkowice, Gołogłowy und Ścinawica. Zwischen Ścinawica und Ławica, vier Kilometer nördlich von Kłodzko, mündet der Fluss nach 62 Kilometern in die Glatzer Neiße.
Der kleine Gebirgsfluss weist ein starkes Gefälle auf und wird besonders zur Schneeschmelze oder bei starken Niederschlägen oft zu einem reißenden Fluss, der schon mehrfach Überschwemmungen und Zerstörungen, wie z. B. im Jahre 1938, verursacht hat.

## Geschichte
Die Steine war der Hauptfluss des Braunauer Ländchens. 1876 wurde entlang des Flusses die Bahnstrecke Halbstadt–Mittelsteine aufgenommen, zwei Jahre später die Strecke Nieder Salzbrunn–Halbstadt. Für den elektrischen Zugbetrieb dieser Reichsbahnstrecke wurde 1912 das moderne Bahnkraftwerk Mittelsteine errichtet, da die Steine ausreichenden Kühlwasser-Zulauf für die Bahnstromgewinnung gewährleistete.

## Zuflüsse
- Sokołowiec (Freudengraben), l, in Ługowina
- Czarci Potok (Gabelfluß), r, in Mieroszów
- Starostínský potok (Neusorger Bach), l, bei Starostín
- Dobrohošťský potok (Wiesenbach), l, in Meziměstí
- Vernéřovický potok (Wernersdorfer Bach), r, bei Bělidlo
- Jetřichovský potok (Dittersbach), r, bei Jetřichov
- Ruprechtický potok (Ruppersdorfer Bach), l, bei Ruprechtice
- Uhlířský potok (Kohlbach), l, bei Hynčice
- Heřmánkovický potok (Hermsdorfer Bach), l, bei Heřmánkovice
- Kravský potok (Kuhbach), l, in Olivětín
- Svinský potok (Saubach), l, in Olivětín
- Liščí potok (Voigtsbach), r, in Broumov
- Křinicky potok (Krimsbach), r, bei Křinice
- Martínkovický potok (Märzdorfer Bach), r, bei Martínkovice
- Černý potok (Schwarzbach), l, in Otovice
- Božanovský potok (Busebach), r, an der tschechisch-polnischen Grenze bei Otovice
- Šonovský potok (Schönauer Wasser), l, in Tłumaczów
- Marcowski Potok (Trübenwasser), l, in Tłumaczów
- Włodzica (Walditz), l, am Schloss Scharfeneck
- Piekło (Höllengraben), r, in Ścinawka Górna
- Szczyp, l, in Ścinawka Górna
- Pośna (Rathener Wasser, auch Posna), r, in Ścinawka Średnia
- Dzik (Schlegeler Wasser), l, in Ścinawka Średnia
- Raszkowski Potok (Seifersdorfer Wasser), r, bei Zielony Dwór
- Krzemienica, r, bei Gorzuchówek
- Bożkowski Potok (Eckersdorfer Wasser), l, bei Gielzów
- Czerwionek (Gredenzbach, auch Rothwaltersdorfer Bach), l, bei Gielzów
- Roszycki Spław (Bottig-Fließ), r, bei Gołogłowy